# Reinhard Urbach

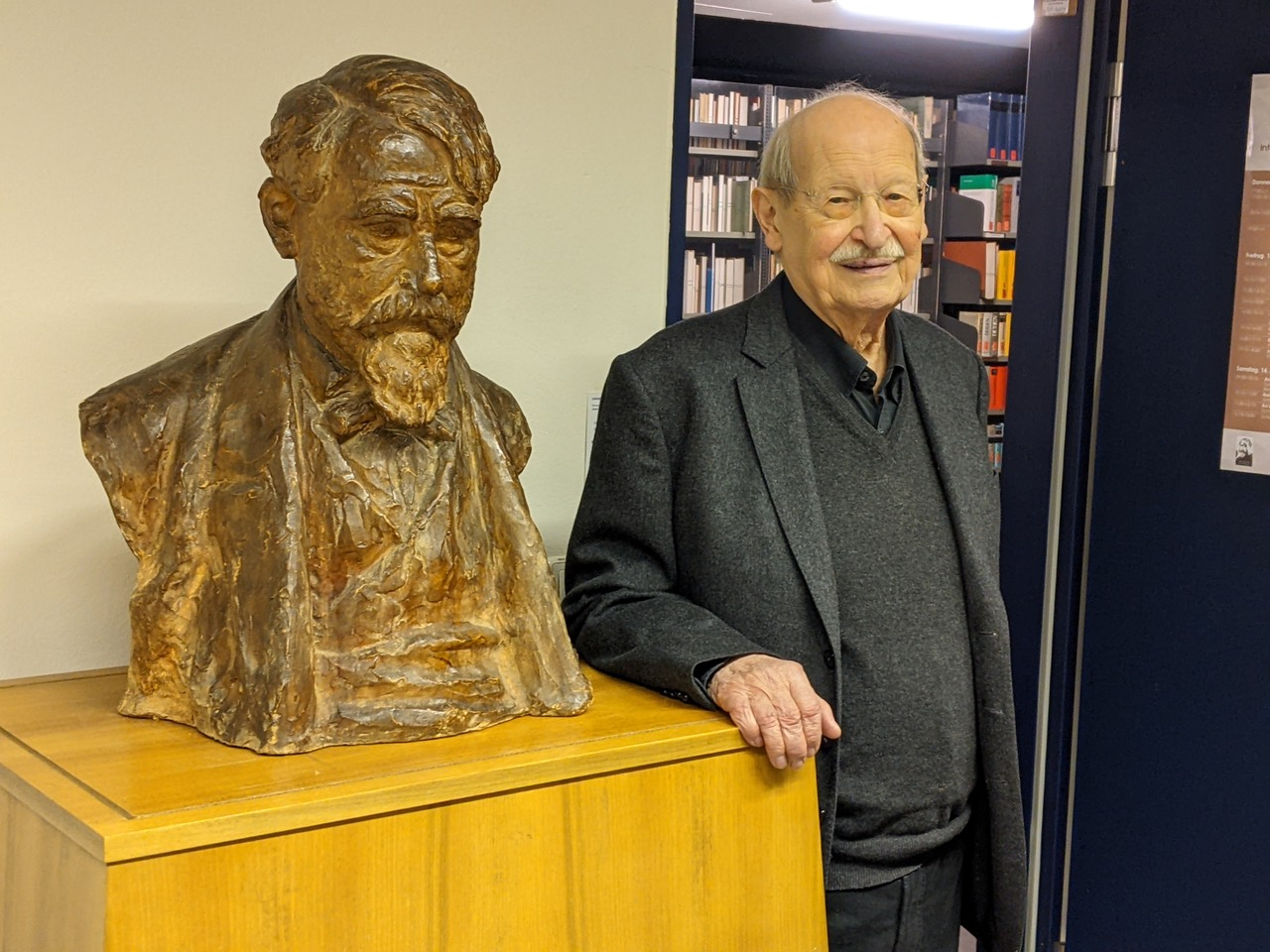
Reinhard Urbach im Arthur-Schnitzler-Archiv in Freiburg im Breisgau, 15. November 2024

Reinhard Urbach (* 12. November 1939 in Weimar, Thüringen) ist ein österreichischer Literatur- und Theaterwissenschaftler, Dramaturg und Theaterleiter.

## Leben
Reinhard Urbach, Sohn von Alma Urbach, geborene Schröter, und des Prokuristen Ottomar Urbach, studierte Germanistik, Geschichte und Theaterwissenschaft an den Universitäten in Köln, Bonn und Wien, wo er seit 1964 lebt. Für seine Dissertation über Arthur Schnitzlers Der grüne Kakadu vermittelte Richard Alewyn ihn an dessen Sohn Heinrich Schnitzler nach Wien. 1968 veröffentlichte er die erste Monografie über Arthur Schnitzler der Nachkriegszeit und hatte damit Anteil an der Renaissance des Autors. Von 1968 bis 1975 war er Mitarbeiter und später stellvertretender Leiter der Österreichischen Gesellschaft für Literatur. Aus der anhaltenden Beschäftigung mit Schnitzler entstanden mehrere Editionen und Sekundärliteraturwerke, die ihn zu einem der zentralen Kenner des Autors werden ließen. 1975 promovierte er an der Universität Wien. Von 1975 bis 1979 war er Literaturreferent des Kulturamts der Stadt Wien. In dieser Funktion gründete und leitete er in dieser Zeit das Literarische Quartier in der Alten Schmiede. Seit 1977 war er zudem Dramaturg am Burgtheater in Wien, von 1979 bis 1986 als Leiter der Dramaturgie. Seiner Initiative entstammte die Veranstaltungsreihe Literatur im März, für deren Programm er von 1979 bis 1986 verantwortlich war. 1987 war er Theaterkommissär der Europalia „Österreich“ in Brüssel und wurde für diese Tätigkeit mit dem Belgischen Kronenorden ausgezeichnet. Von März 1988 bis August 2002 war er Direktor des Theaters der Jugend.
Neben diesen Tätigkeiten übte er Lehrtätigkeit an mehreren Universitäten aus: 1970 Gastprofessur für Germanistik, Washington University in St. Louis, 1976–2002 Lehraufträge am Institut für Germanistik der Universität Wien, 1990–2002 am Institut für Theater-, Film- und Medienwissenschaft derselben Universität. 1994/95 Gastprofessur für Dramaturgie, Max Reinhardt Seminar.
Neben der regen Publikationstätigkeit zu Schnitzler ist er Verfasser mehrerer Publikationen zur österreichischen Literatur- und Theatergeschichte des 19. und 20. Jahrhunderts (Ferdinand Raimund, Johann Nestroy, Alfred Paul Schmidt und andere). Er ist Inhaber der Verwertungsrechte an Otto Soyka.
Reinhard Urbach ist evangelisch, seit 1975 in zweiter Ehe verheiratet und hat einen Sohn, Ferdinand Urbach.
Am 15. November 2024 überreichte er dem Arthur-Schnitzler-Archiv eine Schenkung mit seinen Beständen zu Arthur Schnitzler.

### Würdigungen
- Belgischer Kronenorden (1988)[4]
- Goldenes Ehrenzeichen für Verdienste um das Land Wien (2000)
- Berufstitel: Professor (2003)[4]
- Ehrenmedaille der Bundeshauptstadt Wien in Gold (2004)[5]
- STELLA08 – Sonderpreis herausragende kulturpolitische Impulse (2008)[6]

## Veröffentlichungen

### Monografien
- Arthur Schnitzler (= Friedrichs Dramatiker des Welttheaters. Band 56). Friedrich, Velber bei Hannover 1968; 2., verbesserte Auflage ebenda 1976; als Taschenbuch: dtv, München 1977.
- Die Wiener Komödie und ihr Publikum. Stranitzky und die Folgen. Jugend und Volk, Wien/München 1973.
- Schnitzler-Kommentar zu den erzählenden Schriften und dramatischen Werke. Winkler, München 1974, ISBN 3-538-07017-2. (PDF).
- Schauspieler und Gesellschaft im Werk Arthur Schnitzlers. Untersuchungen zur dramaturgischen Durchführung, Aufführungs- und Rezeptionsgeschichte des „Grünen Kakadu“. Dissertation. Universität Wien, 1975.
- als Hrsg. mit Heinrich Schnitzler und Christian Brandstätter: Arthur Schnitzler. Sein Leben – sein Werk – seine Zeit. Frankfurt 1981.
- als Hrsg. mit Achim Benning: Burgtheater Wien 1776–1986, Ebenbild und Widerspruch. Zweihundert und zehn Jahre. Gestaltet von Christine de Grancy und Monika Gilsing. Anton Schroll, Wien 1986, ISBN 3-7031-0623-9.
- als Hrsg.: Theater der Zukunft. THEATER der JUGEND 1988–1990. Wien 1990.
- als Hrsg.: Die jüngsten 7 Jahre des THEATERs der JUGEND. 1988/89 bis 1994/95: Gedanken und Dokumentarisches zum THEATER der JUGEND. Wien 1995.
- mit Evelyne Polt-Heinzl und Konstanze Fliedl: Schnitzlers Sprachen der Liebe(= Wiener Vorlesungen. Band 147). Picus, Wien 2010.

### Weitere Herausgaben
- Nestroy, Stich- und Schlagworte. Insel Verlag, Frankfurt am Main 1977, ISBN 3-458-01970-7 (erneut 1978, 1985 und 2000)
- Gerhard Fritsch: Gesammelte Gedichte. Salzburg 1978 (Neuausgabe 1994).
- Wien und Europa zwischen den Revolutionen (1789–1948). Wiener Europa-Gespräch 1977 (= Wiener Schriften. Heft 39). Wien/München 1978.
- mit Otto Breicha: Österreich zum Beispiel. Literatur, Bildende Kunst, Film und Musik seit 1968. Residenz-Verlag, Salzburg/Wien 1982.
- „… den 13. war ich bey ihm“. Das Raimund-Tagebuch der Toni Wagner 1825/26. Salzburg 1992.
- Das sind wir! Sind wir das? Lange Nacht mit Sigmund Freud. 16./17. Juni 2006 im MAK, Wien. Wien 2006.
- Von Jandl weg auf Jandl zu. 47 Begegnungen und Überlegungen. Czernin, Wien 2009, ISBN 978-3-7076-0304-0.

### Schnitzlereditionen
- Roman-Fragment. In: Literatur und Kritik, Nr. 13, April 1967, S. 135–183. (online)
- Briefe zur Politik. Zusammengestellt von R. U., In: Neues Forum. Internationale Zeitung für Dialog. 15, 178, 1968, S. 677–680.
- Karl Kraus und Arthur Schnitzler. Eine Dokumentation. In: Literatur und Kritik. 49, Oktober 1970, S. 513–530.
- Reinhard Urbach: Das Haus Delorme. In: Ver Sacrum. Neue Hefte für Kunst und Literatur. 1970, S. 46–55.
- Arthur Schnitzler, Franz Nabl: Briefwechsel. In: Studium Generale. 24, 1971, S. 1256–1270.
- Notizen zu Lektüre und Theaterbesuchen (1879–1927). In: Modern Austrian Literature. Jg. 6, H. 3/4, 1973, S. 7–39.
- Arthur Schnitzler, Richard Schaukal: Briefwechsel (1900–1902). In: Modern Austrian Literature. Jg. 8, H, 3/4, 1975, S. 15–42.
- Über Psychoanalyse. In: Protokolle. H. 2, 1976, S. 277–289. (online)
- Ein bisher unbekannter Brief Arthur Schnitzlers an Otto Brahm. In: Modern Austrian Literature. Jg. 10, H. 3/4, 1977, S. 19–21.
- Entworfenes und Verworfenes. Aus dem Nachlaß. Hrsg. v. R. U. S. Fischer, Frankfurt am Main 1977. (online)
- Ihre liebenswürdige Anfrage zu beantworten. Briefe zum Reigen. In: Ver Sacrum. Neue Hefte für Kunst und Literatur. 1974, S. 36–43.
- Mitherausgeber von: Tagebuch 1879–1931. Unter Mitwirkung von Peter Michael Braunwarth, … und Reinhard Urbach hrsg. von der Kommission für literarische Gebrauchsformen der Österreichischen Akademie der Wissenschaften. 10 Bände. Verlag der Österreichischen Akademie der Wissenschaften, Wien 1981–2000. (austriaca.at)
- Das weite Land. Tragikomödie in fünf Akten. Reclam, Stuttgart 2002, ISBN 978-3-15-018161-4.
- Professor Bernhardi. Reclam, Stuttgart 2005, ISBN 978-3-15-018386-1.

### Aufsätze
- Der bissige Hofmannsthal. In: Literatur und Kritik, H. 20, Dezember 1967, S. 625–627.
- „Schwätzer sind Verbrecher“. Bemerkungen zu Schnitzlers Dramenfragment „Das Wort“. In: Text + Kritik. 3, 1968, S. 293–304.
- Crêpe de Chine. Karl Kraus und die Zeitschrift »Liebelei«. In: Neue Zürcher Zeitung, 26. April 1974.
- Leibhaftiges Dilemma der Jahrhundertwende. Bemerkungen zu Richard Schaukal. In: Neue Zürcher Zeitung. 26./27. April 1975, S. 57.
- Geld und Seele. Hinweis auf Otto Soyka. In: Neue Zürcher Zeitung, Nr. 230, 4./5. Oktober 1975, S. 59–60.
- Heinrich Schnitzler – 75 Jahre. In: Modern Austrian Literature. Jg. 10, Nr. 3/4, Arthur Schnitzler Sonderheft, 1977, S. 1–18.
- Ein Stück Entwicklungsgeschichte zum Thema „Ehe“. Zur Entstehung von Arthur Schnitzlers „Stunde des Erkennens“. In: Neue Zürcher Zeitung. 13./14. Februar 1982, S. 67–68.
- „Was war, ist“. Das Problem des Historismus im Werk Arthur Schnitzlers. In: Studia Schnitzleriana. Editit Fausto Cercignani. Edizione dell’Orso 1991, S. 97–106.
- Otto Soyka – Biographie. In: Bibliographisches Lexikon der utopisch-phantastischen Literatur. (56. Erg.-Lieferung Januar 1999). Corian-Verlag Heinrich Wimmer, Meitingen 1999, S. 1–9.
- Arthur Schnitzler. Das weite Land. Genia. Lesarten und Sichtweisen. Anmerkungen zu einer spekulativen Dramaturgie. In: Jörg Sader, Anette Wörner (Hrsg.): Überschreitungen. Dialoge zwischen Literatur- und Theaterwissenschaft, Architektur und Bildender Kunst. Festschrift für Leonhard M. Fiedler zum 60. Geburtstag. Königshausen & Neumann, Würzburg 2002, S. 127–137.
- „Überzeitliche Gültigkeit.“ Egon Schwarz schreibt über Arthur Schnitzler. In: Ursula Seeber, Jacqueline Vansant (Hrsg.): Schwarz auf Weiß. Ein transatlantisches Würdigungsbuch für Egon Schwarz. Czernin-Verlag, Wien 2005, S. 75–81.
- Schnitzlers Anfänge. Was Anatol wollen soll. In: Internationales Archiv für Sozialgeschichte der deutschen Literatur. Jg. 33, H. 1, 2008, S. 101–154.
- „an der Wand Majas Bild in ganzer Figur“. Hermann Bahrs Bilderdienst in seinen Theaterstücken. In: Susanne Hochreiter u. a (Hrsg.): Ein Zoll Dankfest. Texte für die Germanistik. Konstanze Fliedl zum 60. Geburtstag. Königshausen & Neumann, Würzburg 2015, S. 117–122.
- Hermann Bahr und Stefan Zweig – Dokumente einer kollegialen Bekanntschaft. In: Manfred Mittermayer / Bernhard Judex (Hrsg.): Hermann Bahr und Salzburg. Verlag Anton Pustet, Salzburg 2023, ISBN 978-3-7025-1093-0, S. 131–141.

## Nachweise
1. ↑  Reinhard Urbach: „Immer im Protest“. Wolfgang Freitag: Fotografie und Text. Abgerufen am 17. Juni 2018 (deutsch).
2. ↑  Reinhard Urbach: Schauspieler und Gesellschaft im Werk Arthur Schnitzlers. Untersuchungen zur dramaturgischen Durchführung, Aufführungs- und Rezeptionsgeschichte des „Grünen Kakadu“. Wien 1976, http://data.onb.ac.at/rec/AC05896555.
3. ↑  Reinhard Urbach (Wien) schenkt dem Archiv seine bedeutende private Sammlung. In: Instagram. Deutsches Seminar Uni Freiburg, 6. November 2024, abgerufen am 20. November 2024.
4. 1 2  Ignaz Kirchner, Reinhard Urbach und Rainer Moritz ausgezeichnet. Abgerufen am 30. März 2020.
5. ↑  Presse-Service: Archivmeldung: Ignaz Kirchner, Reinhard Urbach und Rainer Moritz ausgezeichnet. In: Presseservice der Stadt Wien. 8. November 2004 (wien.gv.at [abgerufen am 15. Juni 2018]).
6. ↑  STELLA 08: Eine kurzweilige Gala für ein junges Publikum - Kulturwoche.at. Abgerufen am 26. Februar 2025.

| Personendaten    | Personendaten                                                     |
| ---------------- | ----------------------------------------------------------------- |
| NAME             | Urbach, Reinhard                                                  |
| KURZBESCHREIBUNG | österreichischer Theaterwissenschaftler, Dramaturg, Theaterleiter |
| GEBURTSDATUM     | 12. November 1939                                                 |
| GEBURTSORT       | Weimar, Thüringen                                                 |